# يولاند فيسر
يولاند فيسر (بالإنجليزية: Yolandi Visser)‏ هي مغنية وممثلة جنوب أفريقية، ولدت في 1 ديسمبر 1984 في جنوب أفريقيا. بدأت مشوارها المهني سنة 2001.

## أعمال

### أفلام
- (2015) شاباي[5][6]

### مسلسلات
- العرض المتأخر مع ديفيد ليترمان

## وصلات خارجية
- يولاند فيسر على موقع IMDb (الإنجليزية)
- يولاند فيسر على موقع ميتاكريتيك (الإنجليزية)
- يولاند فيسر على موقع روتن توميتوز (الإنجليزية)
- يولاند فيسر على موقع ألو سيني (الفرنسية)
- يولاند فيسر على موقع ميوزك برينز (الإنجليزية)
- يولاند فيسر على موقع أول موفي (الإنجليزية)
- يولاند فيسر على موقع قاعدة بيانات الأفلام السويدية (السويدية)
- يولاند فيسر على موقع ديسكوغز (الإنجليزية)
- يولاند فيسر على موقع قاعدة بيانات الفيلم (الإنجليزية)
- يولاند فيسر على موقع كينوبويسك (الروسية)